# Gabriela Zamora
Gabriela Zamora (9 de noviembre de 1974) es una actriz mexicana conocida por su participación en telenovelas, películas, programas y series de televisión.

## Carrera
Comenzó sus estudios de Danza Clásica a los 6 años, es desde entonces que descubre su vocación al arte para inclinarse de inmediato por la actuación, a los 15 años dentro de un gran número de aspirantes, después de dos semanas de audición fue aceptada a cursar la preparatoria con arte en el Instituto Nacional de Bellas Artes donde se especializó en teatro: al terminar la escuela trabajo por un año como modelo en la agencia "Teresa Gimpera" en Barcelona España; a su regreso a México empezó sus estudios de actuación en el Centro de Educación Artística de Televisa (CEA).
Se inició en el teatro en obras como: "La Celestina" de Fernando de Rojas; "Fotografías en la playa" de Emilio Carballido: "El jardín de los cerezos" de A. Chejov, entre otras. 
Incursionó estelarmente en telenovelas mexicanas como Para volver a amar al lado de Rebecca Jones, Alejandro Camacho y Nailea Norvind; Esperanza del corazón junto a Lucía Méndez y Bianca Marroquín. Así también en a serie El equipo y en películas como La última mirada y Pamela por amor.
Actualmente se encuentra entre México y New York, donde ha recibido cursos de perfeccionamiento actoral en "Stella Adler Studio" y "LAByrinth Theater Company".
En New york se unió a la compañía de teatro "Repertorio Español", donde ha participado en obras como "Pantaleón y las visitadoras", "La casa de Bernarda Alba" y "La vida es un sueño".

## Trayectoria

### Televisión
- Mi camino es amarte (2022-2023) - Yolanda Álvarez[1]
- La desalmada (2021) - Flor
- La mexicana y el güero (2020) - Marcia Serrano[2]
- La usurpadora (2019) - Irene
- Yankee (2019)
- Like, la leyenda (2018-2019) - Rosa
- La jefa del campeón (2018) - Rosa (cameo)[3]
- Por amar sin ley (2018) - Guadalupe "Lupita"
- El bienamado (2017) - Francisca "Paquita" Patiño de Cano[4]
- Sin rastro de ti (2016) - Mirna
- A que no me dejas (2015-2016) - Consuelo "Chelo" Pérez de López[5]
- Qué pobres tan ricos (2013-2014) - Wendy Tinoco Hernández[6]
- Como dice el dicho (2012-2016) - Teré / Norma / Carmen / Dora[7]
- La familia P. Luche (2012) - Corina
- Cachito de cielo (2012) - Dora
- Por ella soy Eva (2012) - Angélica Ortega[8]
- Esperanza del corazón (2011-2012) - Rubí
- El equipo (2011) - Fernanda
- Para volver a amar (2010-2011) - Mireya Nieto[9]
- La rosa de Guadalupe (2008) - Roberta (2013) - Candelaria "Cande"
- Las dos caras de Ana (2006) - Marcia Lazcano Retana
- Mujer, casos de la vida real (2006)
- Mujer de madera (2004) - Jennifer

### Cine
- Viaje de generación (2012)
- Pamela por amor (2008)
- Mosquita muerta (2007) - Conductora
- La última mirada (2006)

### Teatro
- La Celestina
- Fotografías en la playa
- El jardín de los cerezos
- Pantaleon y las visitadoras
- La casa de Bernarda Alba
- La vida es un sueño